# Apostolache
Apostolache est une commune roumaine du județ de Prahova, dans la région historique de Valachie et dans la région de développement du Sud.

## Géographie
La commune d'Apostolache est située dans l'est du județ, sur la rive droite de la rivière Cricovul Sărat, dans les collines du piémont des Carpates courbes, à 25 km au nord d'Urlați et à 49 km au nord-est de Ploiești, le chef-lieu du județ.
La municipalité est composée des cinq villages suivants (population en 1992) :
- Apostolache (1 163), siège de la commune ;
- Buzota (357) ;
- Mârlogea (426) ;
- Udrești (146) ;
- Valea Cricovului (359).

## Politique
| Parti | Parti                        | Sièges |
| ----- | ---------------------------- | ------ |
|       | Parti national libéral (PNL) | 9      |
|       | Parti social-démocrate (PSD) | 1      |
|       | Indépendant                  | 1      |

|}

## Religions
En 2002, la composition religieuse de la commune était la suivante :
- Chrétiens orthodoxes, 99,53 %.

## Démographie
En 2002, la commune comptait 2 262 Roumains (96,17 %) et 90 Tsiganes (3,83 %). On comptait à cette date 830 ménages et 950 logements.
| 1992  | 2002  | 2007  |
| ----- | ----- | ----- |
| 2 451 | 2 352 | 2 312 |

## Économie
L'économie de la commune repose sur l'agriculture (céréales, vergers, viticulture) et l'élevage.

## Communications

### Routes
La route régionale DJ234 se dirige vers le nord et la commune de Chiojdeanca et vers le sud, en direction de la ville d'Urlați et la route nationale DN1B Ploiești-Buzău.
La DJ102M va vers l'ouest, Măgurele et la vallée de la rivière Teleajen et la DJ102C se dirige vers l'est, Sângeru et le județ de Buzău.

## Lieux et monuments
- Apostolache, ancien monastère de 1645-1652.